# 联锁
聯鎖(Interlocking)是一個鐵路名詞，為道岔、號誌和進路三者間的狀態查核與互鎖的關係。

## 目的
为保证行车安全。

## 实现方式
- 电气联锁系统（继电联锁系统）：中国大陆广泛使用6502电气集中联锁系统。
- 计算机联锁系统